# نادي العروبة (اليمن)
نادي العروبة، هو نادي كرة قدم يمني مقره في صنعاء، اليمن. تأسس عام 2008.

## تاريخ
يعتبر نادي العربية ناد حديث ذو تاريخ عريق هو نتاج دمج نادي الأمن المركزي اليمني ونادي السبعين الرياضي وتاريخة الرياضي كا الاتي:
- نادي القادسية في العام 1997.
- النشاط الرياضي بقوات الامن المركزي اليمني 1980.
- نادي الميثاق في العام1997.
- نادي السبعين في العام 2004.
- نادي قوات الامن المركزي في العام 2006.
- نادي العروبة في العام 2008.

## الألقاب والإنجازات
دوري الدرجة الأولى اليمني
 البطل (1): 2010-11.
كأس السوبر اليمني
 البطل (1):2011.

## تشكيلة الفريق
ملاحظة: تشير الأعلام إلى المنتخب الوطني على النحو المحدد في قواعد الأهلية للفيفا. قد يحمل اللاعبون أكثر من جنسية واحدة غير تابعة للفيفا.
| الرقم | البلد   | المركز | اللاعب                          |
| ----- | ------- | ------ | ------------------------------- |
| 2     | اليمن   | مدافع  | عبد الكريم الوشاح (قائد الفريق) |
| 3     | اليمن   | مدافع  | عمار زيدان                      |
| 4     | اليمن   | مدافع  | عمار باعبود                     |
| 5     | اليمن   | مدافع  | عارف آل دالي                    |
| 6     | اليمن   | مدافع  | محمد الدغيش                     |
| 7     | اليمن   | وسط    | هيثم ثابت                       |
| 9     | اليمن   | وسط    | كمال الحمداني                   |
| 10    | اليمن   | مهاجم  | ياسر علي الجابر                 |
| 11    | اليمن   | مدافع  | أحمد الظاهري                    |
| 13    | اليمن   | مدافع  | أيمن المطري                     |
| 14    | نيجيريا | وسط    | Effiong Duke                    |

| الرقم | البلد   | المركز | اللاعب         |
| ----- | ------- | ------ | -------------- |
| 15    | اليمن   | مدافع  | عدنان الكوباتي |
| 17    | اليمن   | مهاجم  | يوسف الصيادي   |
| 18    | اليمن   | وسط    | بشير المنيفي   |
| 19    | نيجيريا | مهاجم  | ايزولا سهيد    |
| 21    | نيجيريا | مدافع  | Adisa Alao ‏    |
| 22    | اليمن   | حارس   | مروان العريقي  |
| 24    | اليمن   | وسط    | هلال البخيتي   |
| 25    | اليمن   | حارس   | طلال الحبيشي   |
| 26    | اليمن   | مدافع  | أمين الصباحي   |
| 27    | اليمن   | وسط    | جمال الذيباني  |
| 28    | إثيوبيا | مهاجم  | مامادو سلطان   |
| 28    | اليمن   | مهاجم  | جابر السعدي    |